# 鲍姆加特尔
鲍姆加特尔（Baumgartl）可以指：

## 人物
- 蒂莫·鲍姆加特尔（德語：Timo Baumgartl；1996年3月4日－），位德國足球運動員。
- 弗兰克·鲍姆加特尔（德語：Frank Baumgartl，1955年5月29日－2010年8月26日），德国男子田径运动员。

|  | 本页或本分段罗列了姓氏为「鲍姆加特尔」的人物。 如果是一个指代特定个人的内链将您引导到本页，請考慮修正該人物的名字以將链接指向正確的條目。 |